# Donaustadtbrücke (metropolitana di Vienna)
Donaustadtbrücke è una stazione della linea U2 della metropolitana di Vienna situata nel 22º distretto. La stazione è entrata in servizio il 2 ottobre 2010, nel contesto della terza fase di estensione della metropolitana e come parte del prolungamento della U2 da Stadion.

## Descrizione
La stazione si trova sulla riva sinistra del Danubio sopra l'autostrada Donauufer e prende il nome dall'omonimo ponte, mentre nei progetti originari era indicata con il nome provvisorio Seestern. I binari sono affiancati in posizione centrale e l'accesso ai treni avviene da marciapiedi laterali. 
Dopo l'apertura della stazione della metropolitana, il traffico passeggeri della vicina stazione S-Bahn di Lobau è diminuito notevolmente, tanto da causarne la chiusura nel dicembre 2014.
Nel 2013, l'artista portoghese Pedro Cabrita Reis ha dipinto di rosso-arancio e bianco parte del muro della sezione nord e ha installato un faro alto 10 metri sulla stazione. La stessa colorazione è stata usata anche per la stazione Donaumarina situata sull'altra sponda del Danubio. Secondo l'idea dell'artista, questo rappresenta "un attraversamento ideale del Danubio, un secondo ponte artistico".

## Ingressi
- Neue Donau
- Effenbergplatz